# Polia afra
Polia afra là một loài bướm đêm trong họ Noctuidae.